# Квинт Марций Рекс (народен трибун 196 пр.н.е.)
Вижте пояснителната страница за други личности с името Квинт Марций Рекс.
Квинт Марций Рекс (на латински: Quintus Marcius Rex) e политик на Римската република през 2 век пр.н.е. Произлиза от фамилията Марции.
През 196 пр.н.е. e народен трибун и говори пред народа за мир с македонския цар Филип V. Подписва се мирен договор в Рим и Втората македонска война завършва.